# DIV Games Studio
DIV Games Studio es un lenguaje de programación con sintaxis y estructuras similares al Pascal y al C, nacido en un principio para la creación de juegos en MS-DOS. Fue lanzado en 1998 por la empresa española Hammer Technologies.
Existen dos paquetes distribuidos por Hammer Tecnologies: DIV y DIV 2. DIV 2 supera en algunos aspectos a su antecesor. Dichas distribuciones incluyen un compilador, un programa de diseño de sprites y un programa de edición de archivos de sonido, es decir, todo lo necesario para crear un videojuego. El software está pensado para que los usuarios no requieran ser expertos programadores. Con posterioridad a estas dos distribuciones, han aparecido varias otras implementaciones del lenguaje DIV.

## Características
La principal característica del lenguaje es el hecho de tratar a los procedimientos de manera muy similar a los procesos de Linux, pero de forma automática. Cada vez que un programa manda a llamar un procedimiento, se crea una copia de éste a manera de proceso; dicho proceso se ejecuta una vez durante cada fotograma (frame) del juego. Adicionalmente, cada proceso contiene un conjunto básico de variables como son posición X, Y, Z, gráfico actual, archivo de gráficos, Ángulo, Etc. Basta con modificar alguna de esas variables para reflejar los cambios en pantalla en el siguiente Frame (Por ejemplo, modificar la posición X y Y hace que el gráfico aparezca en esas coordenadas). Se pueden crear cientos de copias de un mismo proceso, modificar su posición y con eso ya se tiene, por ejemplo, un conjunto de enemigos, cada uno ejecutando su propia instancia, con sus propias variables y siguiendo un código básico dictado por el proceso.

## Comunidad
En torno al lenguaje se desarrolló una comunidad que llevó adelante proyectos como FreeDIV, que recopilaba bibliotecas para expandir las capacidades de la primera versión del producto.

## Sucesores
Tras la desaparición de Hammer Technologies en el año 2000 han existido numerosos proyectos que pretendieron ser los sucesores de DIV, sin conseguirlo; una parte importante de los mismos no pasaron de ser vaporware, como en el caso de DIV-DX (WinDIV), DIV-ARENA o wxDIV. Otros, como eDIV, fueron abandonados prematuramente en sus primeras fases de desarrollo. En el caso de CDIV (o CDIV Games Studio), se trata de un conjunto de herramientas para C destinadas a convertir juegos de DIV a C, basado en las funciones del DIV 2 y de ALLEGRO 4.2. Una herramienta similar pero orientada al lenguaje Java es el JDIV. A continuación aparecen los proyectos derivados del lenguaje DIV que han ofrecido una mayor continuidad.

### Proyecto Fénix
El Proyecto Fenix, inicialmente llamado DIVC, fue el primer intento (iniciado en el año 2000) de recrear DIV Games Studio, con diversas mejoras como soporte para gráficos de 16 bits y mayor portabilidad. Dispone de compilador e intérprete para múltiples plataformas y sistemas operativos, entre ellos Windows, Linux, MacOSX, BeOS y GP32.

### Gemix Studio
Implementación reescrita de cero y publicada a partir de 2008, Gemix Studio es una continuación no oficial de DIV Games Studio 2 y ofrece todo lo necesario para desarrollar cualquier tipo de juego 2D o 3D. A diferencia de DIV Games Studio todo está modularizado, soporta 16 y 32 bits y tiene muchas características nuevas. Actualmente admite las siguientes plataformas: Windows, Linux, Mac OS X.

### Bennu Game Development
Surgido en 2006, BennuGD se basa en el código del Proyecto Fenix, y se diferencia de éste en que ahora todo está modularizado, soporta 32 bits, tiene muchos menos fallos y aún mayor portabilidad. Actualmente admite las siguientes plataformas: Windows, Linux, MacOSX, Nintendo Switch, GP2X, GP2X Wiz,  Wii, PSP, Android, iOS, Caanoo, Dingux, Dreamcast, Haiku OS, Pandora y Xbox.

### DIV GO: Games Online
DIV GO (Games Online) es un entorno de desarrollo en línea creado en 2012 por Amaka Soft, con el que puedes programar juegos en HTML5 utilizando el lenguaje DIV. Los juegos desarrollados en él son compatibles con dispositivos táctiles, tales como Android e iOS.
El entorno de Div GO incluye un editor de código, compilador, analizador de programa, editor de gráficos, fuentes y mapa de tiles. También tiene opciones para empaquetar proyectos una vez se hayan finalizado. Se puede trabajar tanto en línea, desde la web, como en local. El paquete descargable incorpora un ejecutable con las mismas características que la versión web, añadiendo ejemplos y recursos para probar.
Actualmente sigue en desarrollo, añadiendo más funcionalidades al lenguaje y al entorno en cada nueva versión lanzada.

### DIV DX
DIV DX es el sucesor oficial de DIV2, basado en el código original y 100% compatible con el código fuente o binarios generados por DIV y DIV2 (salvo el engine 3D, también conocido como "modo 8"). La nueva versión soporta altas resoluciones (hasta 1920x1080) y funciona en muchas plataformas diferentes, incluyendo Android, Windows, GCW Zero, Pandora, Linux, Raspberry Pi, Mac OSX y Javascript. Es posible encontrar juegos de demostración en su página web oficial.
Actualmente está en desarrollo y el 29 de noviembre de 2016 su código fuente fue liberado.

### PixTudio
PixTudio es un fork de BennuGD con algunas mejoras y actualizaciones, incluyendo aceleración gráfica por GPU, renderizado de texto con tipografías FreeType, mejoras en el soporte de gamepads, soporte para archivos gráficos JPG y WEBP, descarga de archivos y peticiones web con cURL, reproducción de vídeo Theora y reproducción de música en formato MP3. Originalmente fue desarrollado como motor del videojuego eXplosive Dinosaurs, aunque posteriormente se utilizaría también para llevar a cabo el desarrollo de otros videojuegos como Crisis Serena o Tiki Brawl, además de varios proyectos portados desde Fénix o BennuGD. Es el primer engine basado en la sintaxis de DIV Games Studio que ha llegado a Nintendo Switch con eXplosive Dinosaurs y Tiki Brawl.

## Ejemplo
Un sencillo ejemplo de un programa que crea turmites:
```
Program TURMITE;

Global
  orientacion = 1;
  xa;
  ya;
  velocidad = 10;
  a = 1;

Begin
  set_mode(m320x240);
  xa = 160;
  ya = 120;
  write(0,0,0,0,"Pulsa A para aumentar la velocidad");
  write(0,0,10,0,"Pulsa D para disminuir la velocidad");

  Repeat
    If(xa < 0) xa=320; End
    If(xa > 320) xa=0; End
    If(ya < 0) ya=240; End
    If(ya > 240) ya=0; End
    If(key(_a) and velocidad > 1) velocidad--; End
    If(key(_d)) velocidad++; End
    
    Switch(get_pixel(xa,ya))
      Case 0: 
        put_pixel(xa,ya,22); 
        derecha(); 
      End
      Case 22: 
        put_pixel(xa,ya,41); 
        derecha(); 
      End
      Case 41: 
        put_pixel(xa,ya,54); 
        izquierda(); 
        izquierda(); 
      End
      Case 54: 
        put_pixel(xa,ya,0); 
        izquierda(); 
        izquierda(); 
      End
    End
  End
  
  Frame(velocidad);
  Until(key(_esc))
End 

Function derecha();
  Begin
    orientacion++;
    If(orientacion > 4) orientacion = 1; End
    Switch(orientacion)
      Case 1: xa-=a; End
      Case 2: ya+=a; End
      Case 3: xa+=a; End
      Case 4: ya-=a; End
    End
  End
End

Function izquierda();
  Begin
    orientacion--;
    If(orientacion < 1) orientacion = 4; End
    Switch(orientacion)
      Case 1: xa+=a; End
      Case 2: ya-=a; End
      Case 3: xa-=a; End
      Case 4: ya+=a; End
    End
  End
End

```

Como consecuencia de la introducción de pequeñas modificaciones en algunos elementos del lenguaje, el anterior código se ejecuta sin problemas en DIV, DIV 2, DIV DX y Gemix Studio, pero son necesarias algunas modificaciones para que se ejecute correctamente en Fenix, BennuGD, DIV GO o PixTudio.